# Софианос, Николаос

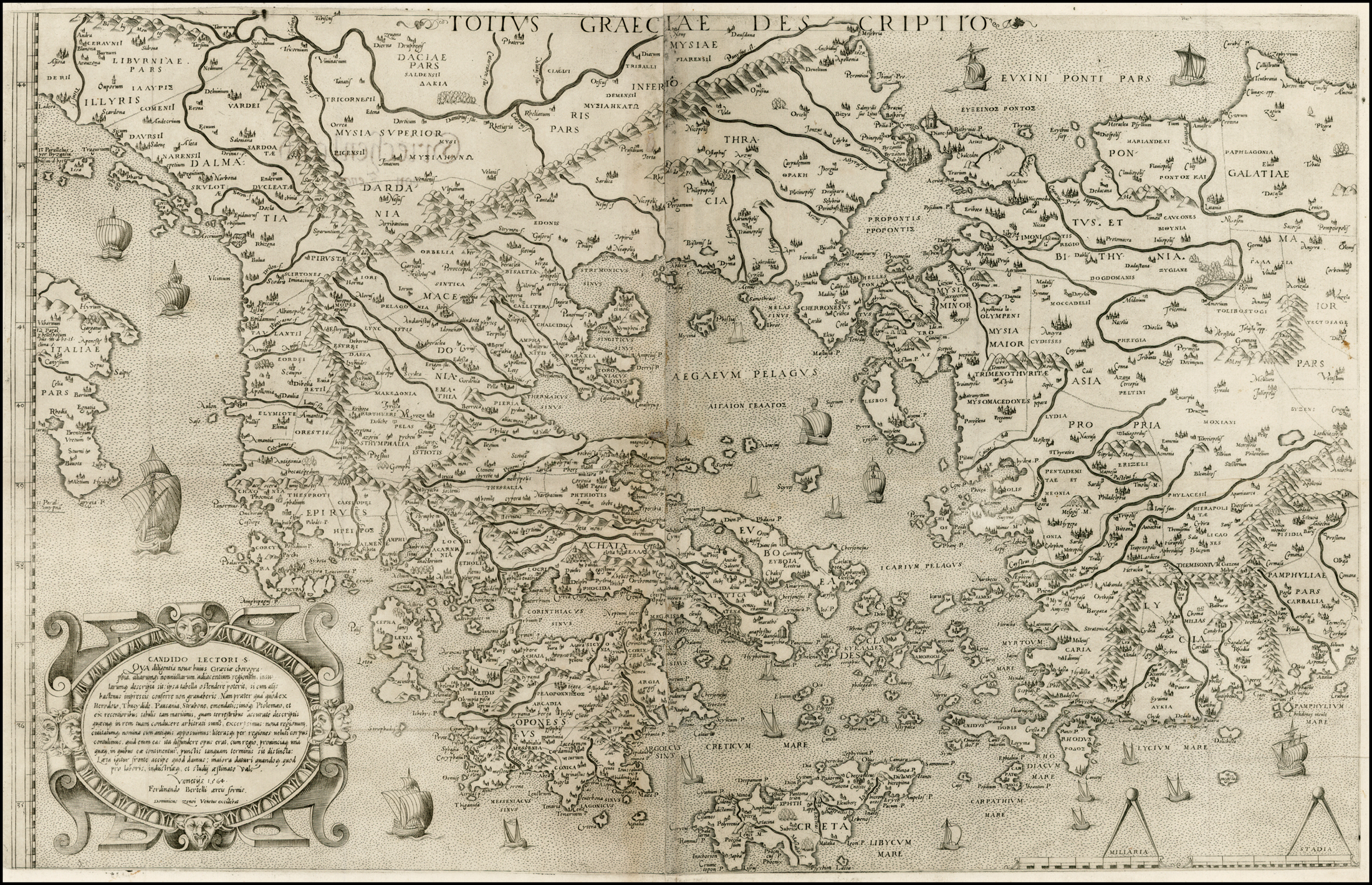
Totius Graeciae Descriptio

Николаос Софианос (греч. Νικόλαος Σοφιανός; c. 1500 — после 1551) — греческий гуманист и картограф эпохи Возрождения, известный благодаря карте Totius Graeciae Descriptio и составленной им грамматике греческого языка.
Родился в семье местных аристократов Корфу в начале XVI века и учился в греческом Квиринальском колледже в Риме, который был основанным другим греческим ученым, Ианосом Ласкарисом. 
Ласкарис, а также Арсений Апостолий, были его учителями. 
Софианос не вернулся в Грецию, лишь кратко посетил её в 1543 году. 
Остаток своей жизни провел в Риме, где работал библиотекарем, и в Венеции, где работал переписчиком. 
Его картографическая работа была опубликована в 1540 году.

## Известные работы
- He Grammatike tes Koines Ton Hellenon Glosses — греческая грамматика
- Totius Graeciae Descriptio[англ.] — историческая карта Греции

## Ссылка
- Презентация World Digital Library Nicolai Gerbelij in descriptionem Graeciae Sophiani, praefatio or Preface of Nicolas Gerbelius to Sophianos's Description of Greece. Библиотека Конгресса.